# Hawaiisothöna
Hawaiisothöna (Fulica alai) är en fågel i familjen rallar inom ordningen tran- och rallfåglar. Den hittas endast i Hawaiiöarna där den är allmänt förekommande, men eftersom utbredningsområdet är litet anses den ändå vara hotad.

## Utseende och läte
Hawaiisothönan är en stor (39 cm), vattenlevande rall med mörkt skiffergrå fjäderdräkt. Den är vit på undre stjärttäckarna, men det är ofta dolt. Näbben är vit och kraftig. Ovanför syns svullen pannsköld som sträcker sig upp på hjässan. Färgen varierar, från vitt till gulvitt, ljusblått och djupt blodröd. Liknande amerikanska sothönan är mindre och har mörkt rödbrun pannsköld som är tydligt kluven framtill. Hawaiisothönan är oftast tystlåten, men ibland hörs hönslika "keck-keck" eller "keek".

## Utbredning och levnadssätt
Fågeln förekommer enbart på de största Hawaiiöarna (utom Lanai). Där kan den hittas på i princip vilken vattenyta som helst, inklusive flodmynningar, våtmarker och dammar på golfbanor. Den förekommer vanligen på kustslätterna under 400 meters höjd, men vissa individer bebor bergsbelägna vattensamlingar ovan 1500 meter på Kauai och i vattenreservoarer upp till 2000 meter på Hawaii. Fågeln häckar året runt och är till viss grad nomadisk efter vattentillgång.

## Status och hot
Även om hawaiisothönan kan utnyttja de flesta vattenmiljöer är utbredningsområdet mycket litet och arten är därför känslig för yttre störningar. Internationella naturvårdsunionen IUCN kategoriserar den som nära hotad. Beståndet anses vara stabilt och bestå av mellanb 1250 och 1750 vuxna individer.

## Namn
Fågelns vetenskapliga artnamn alai kommer av den hawaiianska ordet Alae för sothöns och rörhöns, ordagrant "bränd panna". I hawaiiansk mytologi brändes artens vita panna röd av eld som den stal från gudarna för att ge till folket.